# Женщины для женщин
«Женщины для женщин» (англ. Women for Women International, WfWI) — некоммерческая гуманитарная организация.
Организация оказывает практическую и моральную поддержку женщинам, пережившим войну. Организация помогает таким женщинам восстановить свою жизнь после опустошительных войн с помощью годовой многоуровневой программы, которая начинается с прямой финансовой помощи и эмоционального консультирования и включает обучение жизненным навыкам (например, грамотности, счету), просвещение по вопросам прав человека, санитарное просвещение, профессиональные навыки. обучение и развитие малого бизнеса.

## История
Организация была основана в 1993 году мужем и женой Амджадом Аталлахом и Зайнаб Салби, американкой иракского происхождения, которая сама пережила ирано-иракскую войну. Они начали действовать после того, как узнали о тяжелом положении женщин в лагерях для изнасилований во время югославских войн и медленной реакции международного сообщества.
В первый год своего существования организация «Женщины для женщин» работала с восемью женщинами, распределив около 9000 долларов США в виде прямой помощи.  Учредители утверждали, что женщинам, пережившим войну, особенно тем, кто остался вдовами, необходимо развивать понимание своих прав, развивать рыночные навыки и найти способ получения стабильного дохода. С 2012 по 2014 год организацию возглавлял Афшан Хан, в прошлом сотрудник ЮНИСЕФ, который стал новым генеральным директором организации с тех пор, как основательница организации Зайнаб Салби ушла в отставку. Его на этом посту сменила Лори Адамс.
Организация со штаб-квартирой в Вашингтоне, США, имеет офисы и пункты по сбору средств в Лондоне, Великобритания, и Гамбурге, Германия, а также программные офисы в восьми постконфликтных странах: Афганистан (начало программы в 2002 г.), Босния и Герцеговина (1994 год), Демократическая Республика Конго (2004 г.), Ирак (2003 г.), Косово (1999 год), Нигерия (2000 г.), Руанда (1997 год) и Южный Судан (2006 г.).
По состоянию на 2015 год организация помогла около 449 000 маргинализированных женщин в странах, пострадавших от войны. В сентябре 2006 года организация «Женщины для женщин» стала первой женской организацией, получившей Гуманитарную премию Конрада Хилтона, крупнейшую в мире гуманитарную премию в размере 1,5 миллиона долларов. Амартия Сен, лауреат Нобелевской премии и член жюри премии Хилтон, также прокомментировал выбор, заявив, что «женщины-воины — это проблема, которой пренебрегают, и организация определила необходимость и продолжила защищать миллионы жизней».

## Деятельность
Организация объединяет женщин с другими женщинами в зоне конфликта, и женщина-спонсор каждый месяц отправляет деньги этой сестре. Участники записываются на годичную программу, призванную помочь им приобрести навыки, уверенность, психологическое исцеление и взаимную поддержку, необходимые для восстановления своей жизни после войны. По состоянию на 30 июня 2011 года организация выплатила 103 миллиона долларов 317 000 участницам-женщинам. Программа финансируется за счет прямого спонсорства и грантов от правительственных, многосторонних, фондовых, корпоративных и индивидуальных доноров. С 2016 года организация проводит ежегодную благотворительную распродажу для сбора денег для женщин, переживших войну. В результате продаж в 2017 году было собрано более 224 000 долларов США.

## Внешние ссылки
- Официальная страница «Женщины для женщин»
- Зайнаб Салби, Другая сторона войны (книга), National Geographic, 2006 г.ISBN 9780792262114 .
- Рейтинг Навигатора Благотворительности
- Базовый листинг Guidestar
- Финансовый отчет за 2017 год